# Prospalta givithorax
Prospalta givithorax là một loài bướm đêm trong họ Noctuidae.